# Аям Цемані

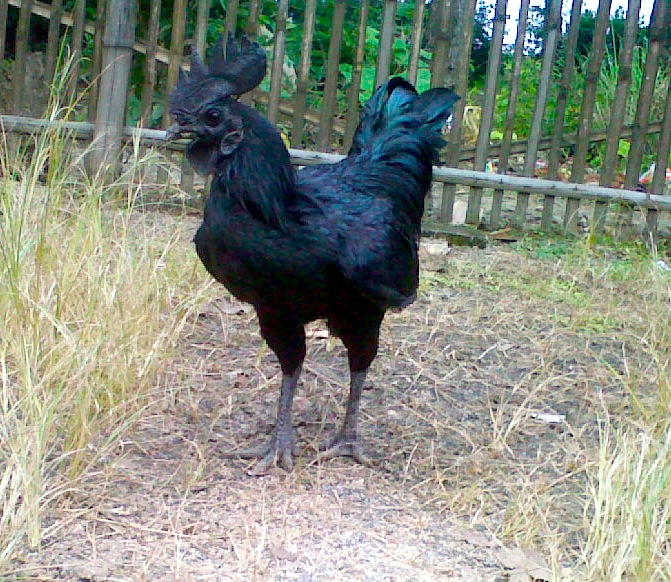
півень Ayam Cemani

Аям Чемані (індонез. ayam cemani, яван. ayam cemani) — рідкісна та відносно сучасна порода курки, що походить з Індонезії.

## Етимологія
Ayam означає «курка» в індонезійській мові і Cemani значить «повністю чорний» в яванській мові.

## Походження
Порода походить з острова Ява, Індонезія. Він був вперше імпортований до Європи в 1998 голландським заводчиком Яном Стеверінком. Також є в Нідерланди, Німеччина, Словаччина та Чехії. Є кілька різновидів Айям Цемані, включаючи шведська Чорна курка. Вважається, що Айям Цемані раніше були привезені в Європу голландськими моряками, які мали численні контакти в Африці та Азії.

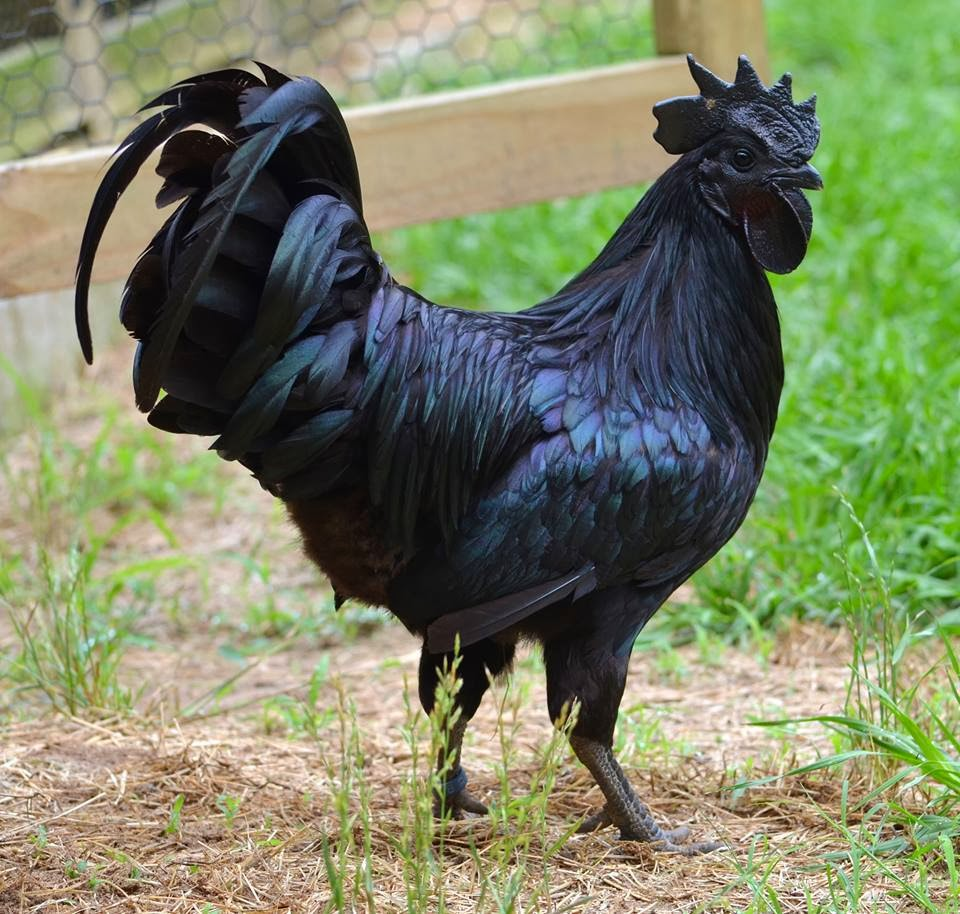
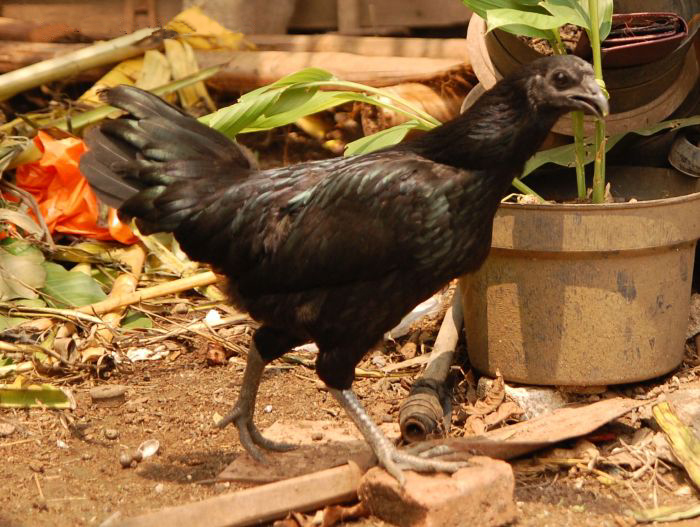

## Опис
Птахи повністю чорні: чорне оперення із зеленуватим блиском, чорні ноги і нігті на пальцях ніг, чорний дзьоб та язик, чорний гребінь та борідка, чорні м'ясо та кістки і навіть темні органи. Півні важать 2-2.5 кг та курки 1.5-2 кг. Кури не сидять на сідалі. За рік несуть до 80 білих яєць з невеликим рожевим відтінком. Яйця важать в середньому 45 гр.
Попри багато чуток, кров Айям Цемані не чорна.